# Parque Nacional da Ilha Christmas
O Parque Nacional da Ilha Christmas (em inglês:Christmas Island National Park) é um parque nacional que ocupa a maior parte da Ilha Christmas, um território australiano no oceano Índico ao sudoeste da Indonésia. O parque é lar de muitas espécies de animais e plantas, incluindo o epônimo caranguejo-vermelho da ilha Christmas, cuja migração anual leva 50 milhões de indivíduos para o mar, onde desovam.
A Ilha Christmas é o único lugar de nidificação do atobá-de-abbott e da criticamente ameaçada Fregata andrewsi, e de uma vasta gama de espécies endêmicas, o que torna a ilha de interesse significativo para a comunidade científica.

## História
As preocupações sobre os efeitos da mineração de fosfato na fauna e na flora da ilha Christmas tiveram início em 1970; o foco principal era o habitat do atobá-de-abbott (Papasula abbotti), que estava em risco de extinção.
O parque inicialmente cobria o lado sudoeste da ilha, sendo estendido entre 1986 e 1989 de modo a cobrir a maior parte da floresta úmida da ilha. Atualmente o parque cobre aproximadamente  85 km2, ou 63% da ilha.

## Geologia e geografia
A Ilha Christmas consiste de uma elevação marítima de calcário metamorfisado originário de recifes de coral que se sobrepõe a uma camada mais antiga formada por andesito vulcânico. A zona marinha subjacente encontra-se a 500 km a sudoeste da Indonésia, e o isolamento da zona abissal levou ao endemismo do ecossistema marinho. Os limites do parque estendem-se a 50 m além da linha de baixa-mar Aproximadamente 46 km do litoral da ilha está dentro dos limites do parque.

## Flora e fauna

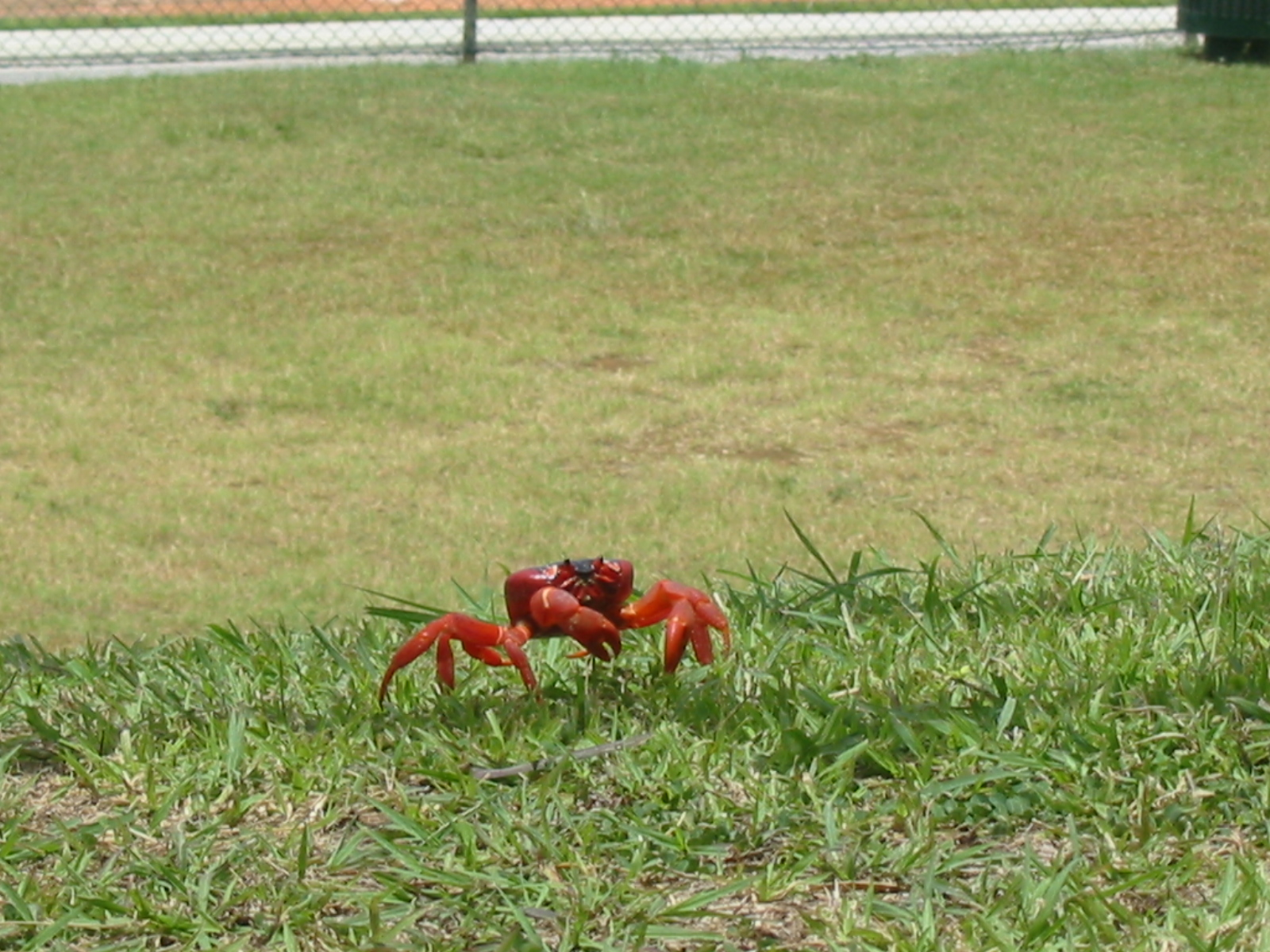
Gecarcoidea natalis, o caranguejo-vermelho da ilha Christmas

As águas que cercam a ilha e sua superfície são fecundas, e o parque exibe um alto nível de biodiversidade com muitas espécies endémicas.

### Fauna

#### Caranguejos
A ilha é particularmente notória por suas prodigiosas populações de caranguejos-vermelhos da ilha Christmas (Gecarcoidea natalis), que faz migrações anuais de até 50 milhões de indivíduos.
Embora o caranguejo-vermelho seja o mais numeroso na ilha, ela também abriga a maior população do mundo de caranguejo-dos-coqueiros (Birgus latro), a maior população do mundo de invertebrados.

### Flora
A vegetação dominante na ilha é de floresta húmida. Aproximadamente 200 espécies de angiospermas nativas são encontradas na ilha Christmas.